# 1330년

## 연호
- 원(元) 천력(天曆) 3년 / 지순(至順) 원년
- 일본(日本) 겐토쿠(元徳) 2년
- 쩐 왕조(陳朝) 카이흐우(開佑) 2년

## 기년
- 원(元) 문종(文宗) 복위 2년
- 고려(高麗) 충숙왕(忠肅王) 17년
- 쩐 왕조(陳朝) 헌종(憲宗) 2년

## 사건
- 11월 9일 - 포사다 전투(Battle of Posada)에서 왈라키아의 바사라브 1세가 헝가리 군대를 매복 공격하여 패퇴시켰다.
- 충숙왕, 세상을 떠난 아버지 충선왕이 그리워하며 슬픔에 빠진 채 아들 정에게 왕의 자리 물려주고 상왕이 됨.
- 충숙왕의 장남 정이 16세의 나이로 왕위에 오름. 고려 28대 국왕 충혜왕.

## 탄생
- 5월 31일 - 고려의 제31대 국왕 공민왕. (~1374년)
- 6월 15일 - 잉글랜드 국왕 에드워드 3세의 장남 에드워드 흑태자. (~1376년)